# Cantón de Thorigny-sur-Marne
El cantón de Thorigny-sur-Marne era una división administrativa francesa, que estaba situada en el departamento de Sena y Marne y la región de Isla de Francia.

## Composición
El cantón estaba formado por dieciséis comunas:
- Bailly-Romainvilliers
- Carnetin
- Chalifert
- Chanteloup-en-Brie
- Chessy
- Conches-sur-Gondoire
- Coupvray
- Dampmart
- Guermantes
- Jablines
- Jossigny
- Lesches
- Magny-le-Hongre
- Montévrain
- Serris
- Thorigny-sur-Marne

## Supresión del cantón de Thorigny-sur-Marne
En aplicación del Decreto nº 2014-186 de 18 de febrero de 2014, el cantón de Thorigny-sur-Marne fue suprimido el 22 de marzo de 2015 y sus 16 comunas pasaron a formar parte; once del nuevo cantón de Lagny-sur-Marne, cuatro del nuevo cantón de Serres y una del nuevo cantón de Torcy.